# Léon Carré
Léon Georges Jean-Baptiste Carré (23 de junio de 1878 – 2 de diciembre de 1942) fue un pintor orientalista e ilustrador francés, que alcanzó la fama por sus ilustraciones en la traducción al francés de Le Livre des mille nuits et une nuit  de J. C. Mardrus.

## Biografía
Carré Nació en Granville, Manche, de ascendencia normanda. Muestra un talento temprano para dibujar. Estudia en Rennes bajo Mathurin Méheut. A la edad de 19 años,  deja Brittany donde tenía un buen trabajo como decorator y en París estudió con Leon Bonnat y Luc-Olivier Merson. Exhibe en el Salon des Artistes en 1900; en el Salon des Independents en 1905; el Salon de la Société Nationale des Pretendientes-Artes en 1907 y en el Salon d'Automne en 1911. Fue el ganador  del premio Abd-el-Tif  y dos veces ganador del premio Chenavard. Trabajó principalmente óleo, gouache y pastel. Entre sus trabajos están las ilustraciones  para la edición de 12 volúmenes de Le livre des mille nuits et une nuit (El Libro de Mil y Una Noches) por J. C. Mardrus. Uno de sus trabajos, Las Ruinas del Anfiteatro El Djem, Túnez es en el billete francés de 50 francos.
Carré Empezó su carrera artística pintando escenas de vida de la calle parisina. Viaja a Argel en 1905. Uno de sus primeros trabajos orientalistas, el Mercado árabe (Marché Arabé) lganó el Prix Chevanard (Premio Chenavard) en 1905. 
Después se casó con la pintora Anne Marie "Ketty" Lederer (1882-1964). La pareja se instala en una villa en Abd-el-Tif donde un gran número de artistas orientalistas ya se habían establecido. Durante  el período en Abd-el-Tif, Carré hizo muchos dibujos de escenas orientalistas; Los Gitanos de Granada,  Los Judíos de Marruecos,  Los Cortesanos de Biskra,  El árabe en Oración y La Mujer con la Pandereta. Ganó el premio Abd-el-Tif en 1909. Más tarde, Carré y su mujer se trasladaron definitivamente a Argel. Carré viajó a muchos lugares más allá del  sur de Biskra y la mayoría  en España en 1911, mientras su mujer persiguió proyectos independientes.
En 1921, con los pintores Louis-Ferdinand Antoni y Frédéric-Marius de Buzon,  decoran las salas nuevas del Palais d'Eté, diseñaron carteles turísticos,  y modelos de sellos de franqueo para el Banco de Argelia. En 1927,  contribuye a la decoración del liner "Ile-de-Francia".
Fue nombrado Caballero  de la Legión de Honor en 1936.
Carré murió en Argel el 2 de diciembre de 1942 en su estudio de la calle Dumont-d'Urville, en Argel, donde  residía desde la guerra y donde estaba rodeado por sus pinturas y acompañado por su mujer.

## Obras
Lista de algunas de sus pinturas
- El Costero,  1903
- El Mercado Árabe,1905
- Corrida de Toros,  1911
- Los Gitanos de Granada, c. 1911
- Los Judíos de Marruecos,  1909-1911
- Los Cortesanos de Biskra, 1909-1911
- El Árabe en Oración"  1909-1911
- La Mujer con la Pandereta,  1909-1911
- Pastoral, 1913